# Riccardo Dalla Volta
Riccardo Dalla Volta (Mantova, 28 ottobre 1862 – Auschwitz, 10 aprile 1944) è stato un economista italiano di origine ebraica, vittima dell'Olocausto. Fu fondatore della Facoltà di Economia e Commercio dell'Università di Firenze.

## Biografia
Nacque a Mantova il 28 ottobre 1862 da Giuseppe e da Benvenuta Cantoni. Studiò presso Scuola superiore di commercio di Venezia, diretta dal liberale Francesco Ferrara, dove si laureò nel 1882 in scienze economiche sotto la guida di Tullio Martello. Nel 1884 fu incaricato dell'insegnamento di diritto commerciale presso la stessa Scuola superiore di commercio di Venezia. Nel 1885 venne incaricato dell'insegnamento di scienza delle finanze e successivamente di quello di economia politica presso la Scuola superiore di scienze sociali "Cesare Alfieri" di Firenze. Nel 1891 divenne professore ordinario di scienza delle finanze, e tra il 1894 e il 1898 ottenne la libera docenza in economia politica presso l'Università di Padova. Dal 1904 insegnò a Firenze anche politica commerciale. Fu soprintendente dell'Istituto “Cesare Alfieri” dal 1909 al 1927. Nel 1928 divenne rettore del neonato Istituto superiore di scienze economiche e commerciali di Firenze (nel 1935 trasformato in Facoltà di economia e commercio) e mantenne questo incarico fino al 1936, anno del suo pensionamento. Dal 1918 al 1926 fu presidente dell'Accademia dei Georgofili di Firenze. Dal 1910 al 1913 fu assessore alla Pubblica Istruzione e dal 1915 al 1919 alle Finanze presso il Comune di Firenze. Fu anche membro del consiglio di amministrazione dell'Istituto per la ricostruzione industriale (IRI) costituito nel 1933. Di famiglia ebrea, subì le conseguenze delle Leggi razziali fasciste e nel 1944 venne deportato ad Auschwitz, dove trovò immediata morte.

## Collaboratore di periodici
Nella sua attività di studioso collaborò a periodici quali L'economista, la Rassegna di scienze e sociali e politiche, gli Atti dell'Accademia economico-agraria dei Georgofili, La riforma sociale, la Nuova antologia, il Giornale degli economisti. Tra i periodici stranieri la Revue d'économie politique, la Revue économique internationale, The Journal of Political Economy. A partire dal primo decennio del Novecento contribuì con commenti e recensioni a settimanali, quindicinali e mensili tra i quali Il Corriere economico (1916-1926), Il Marzocco (1896-1932), Echi e commenti (1920-1943), Il lunedì e Commercio (1928-1944). Fu infine editorialista di quotidiani come La perseveranza di Milano (1859-1922) e La Nazione di Firenze (1859).

## Visione economica
Fu un economista liberale, convinto sostenitore dei principi del libero mercato e della concorrenza. La sua vastissima bibliografia, composta da centinaia di titoli (470) tra il 1884 e il 1940, comprende quasi tutte le branche dell'economia. La coesistenza di idee liberali e riformiste emerse fin dai suoi primi lavori, come La riduzione delle ore di lavoro e i suoi effetti economici, pubblicato a Firenze nel 1891, Le forme del salario, edito sempre a Firenze nel 1893, e l'articolo La spesa per l'abitazione quale indice della entrata complessiva, apparso sulla Riforma sociale del 25 aprile 1894. L'interpretazione di Dalla Volta, delle vicende politico-sociali tra Ottocento e Novecento, è rintracciabile sia negli studi dedicati al socialismo di Stato tedesco, raccolti nel volume Questioni economiche di ieri e di domani (Milano 1915), sia nei precedenti Saggi economici e finanziari sull'Inghilterra, pubblicati nel 1912 a Palermo.
Dalla seconda metà dell'Ottocento, lo scenario economico mondiale cambiò totalmente. Nacquero grandi trust, cartelli, concentrazioni industriali e bancarie che divennero centrali nella scena economica mondiale. Il protezionismo dilagava e i dazi si moltiplicavano per proteggere le imprese nazionali dalla concorrenza estera. Dalla Volta era contrario ad ogni misura che potesse compromettere la concorrenza anche se non assoluta, ma piuttosto ammorbidita. Argomentava che le concentrazioni monopolistiche avrebbero rappresentato un rischio per la concorrenza, ma se non fossero state accompagnate da politiche protezionistiche, avrebbero potuto apportare dei vantaggi per i consumatori, aumentando la scala della produzione e, di conseguenza, abbassando i prezzi.
Convinto che sulla concorrenza poggiasse l'ordinamento economico della società, analizzò le coalizioni industriali, i trust americani, tedeschi e europei, come quelli dello zucchero e della navigazione oceanica. Dava una lettura negativa dell'imperialismo americano. Nei suoi scritti era presente un tratto cosmopolita, ma, allo stesso tempo, era consapevole del ruolo economico periferico dell'Italia. Dedicò un ampio studio al sistema bancario italiano, al tempo dell'istituzione della Banca d'Italia, dopo lo scandalo della Banca Romana.
Durante la prima guerra mondiale si pose il problema delle asimmetrie fra lo sviluppo dell’economia internazionale e l’economia della nazione e le reazioni politiche che tali asimmetrie potevano esprimere.

## Adesione al fascismo
Fu avverso a Giovanni Giolitti  e alle sue idee politiche. Riteneva che il giolittismo fosse una forma inaccettabile di consociativismo e un'inammissibile collusione tra il potere esecutivo e i socialisti.  Convinto che una politica di riforme che vedessero la borghesia come responsabile dello sviluppo della nazione fosse in grado di contenere il socialismo, negava al socialismo, ed in particolare al sindacalismo rivoluzionario, ogni forma di autonoma rappresentanza. Dopo la Settimana Rossa, e il biennio rosso, aderì al fascismo.  Rimase, comunque, un riformista, arreso all'autoritarismo fascista e alla sua violenza.

## Soprintendente dell'Istituto Cesare Alfieri
Diresse l'Istituto Cesare Alfieri dal 1909 al 1927 e fu preside della Facoltà di economia. Il legame con l'Istituto fiorentino fu molto forte. Contribuì in maniera importante all'affermazione delle materie economiche, a cui all'epoca si attribuiva scarsa considerazione.
Assecondò la "fascistizzazione" del "Cesare Alfieri", convinto che l'istituto fiorentino potesse rappresentare un "vivaio" della nuova classe dirigente del regime.

## Deportazione
Il regio decreto legge del 5 settembre 1938 costituì uno fra i primi e più importanti tasselli del ordinamento antisemita. Furono sollevati dall'incarico tutti i professori ebrei e i loro assistenti universitari. I docenti espulsi dall'Università del Regno furono 92; dall'ateneo fiorentino furono allontanati 39 studiosi, 5 ordinari, 1 emerito, 7 incaricati, 16 liberi docenti, 10 assistenti. Il professore emerito espulso fu proprio Riccardo Dalla Volta.  Aveva 82 anni quando fu catturato e portato prima a Fossoli, il campo di smistamento italiano dove morì la figlia Margherita, per poi essere avviato ad Auschwitz dove trovò la morte il 10 aprile 1944.

### Pietra di inciampo
In ricordo della sua deportazione, nel gennaio 2023, è stata posta una pietra di inciampo presso quella che è stata la sua abitazione in via Leone X, n. 4 a Firenze.

## Biblioteca personale
La Biblioteca di Scienze sociali dell'Università degli studi di Firenze conserva la Biblioteca di Riccardo Dalla Volta, comprendente testi di carattere economico pubblicati tra la fine dell'800 e i primi decenni del ‘900.

## Opere
- Riccardo Dalla Volta, La Riduzione Delle Ore Di Lavoro E I Suoi Effetti Economici, Firenze, Bocca, 1891.
- Riccardo Dalla Volta, Le forme del salario, Firenze, Bocca, 1893.
- Riccardo Dalla Volta, Saggi economici e finanziari sull'Inghilterra, Palermo, R. Sandron, 1912.
- Riccardo Dalla Volta, Questioni economiche di ieri e di domani, Milano, Società editrice libraria, 1915.
- Riccardo Dalla Volta, La crisi dei cambi, Firenze, Barbèra, 1925.
- Riccardo Dalla Volta, Scritti vari di economia e finanza, Firenze, Seeber, 1931.